# Franz-Joseph Müller von Reichenstein
Franz-Joseph Müller, Freiherr von Reichenstein a fost un mineralog austriac, care a descoperit în 1782 telurul.

## Origine
Există 3 ipoteze legate de data nașterii și originea sa:
- prima ipoteză este că s-a născut la Sibiu la 1 iulie 1740.
- a doua ipoteză este că ar fi fost de origine austriacă, născut pe 4 octombrie 1742 la Poysdorf (Austria Inferioară). Conform acestei ipoteze,[4] tatăl său ar fi fost Sebastian Müller, judecător funciar (Grundrichter), iar mama Clara Lettner.
- a treia ipoteză, potrivit Allgemeine Deutsche Biographie, că s-a născut la Viena pe 1 iulie 1740.[5]

Cert este însă că a încetat din viață la 12 octombrie 1825 în Viena.

## Studii și carieră
A studiat filosofia, artele și dreptul la Viena. Conform unor surse a studiat apoi la Academia Minieră din Selmecbánya (azi Banská Štiavnica), Slovacia (1763-1768). Conform altor surse,  ar fi lucrat la Academie în această perioadă, studiind în paralel știința minelor, mecanica, chimia și mineralogia. În 1768 este numit arpentor minier (Markscheider) în așa-numita „Ungarie de Jos” (actualmente, Slovacia de est, Ungaria de nord, Ucraina și România). În 1770 este numit membru al unei comisii aulice ce se ocupa de reglementarea minelor și a atelierelor metalurgice din Banat. Impresionând prin cunoștințele sale în domeniul mineritului, a fost numit deja în același an meșter miner șef (Oberbergmeister) și director de mină în Banat, post în care a stat timp de 5 ani. În 1775 a fost numit consilier de mină (Bergrath) la minele de cupru din Schwaz, Tirol, iar în 1778 consilier al așa-numitului Thesaurariat din Transilvania. După ce Thesaurariatul a fost desființat din ordinul împăratului Iosif al II-lea, a fost numit inspector general și șef al întregii industrii miniere, metalurgice și de sare din Transilvania.
Când Thesaurariatul a fost restabilit în Transilvania în 1798 a fost numit consilier de aulic, post în care a stat până în 1802, când a fost chemat la Curtea de la Viena.
În 1778 a descoperit zăcăminte de turmalină în Zillertal.
În 1782, ocupând funcția de supraveghetor al minelor maghiare din Ardeal, a analizat un minereu albastrui provenit din Transilvania numit „Aurul German”. Din acest minereu Müller a extras un metal despre care credea că este stibiu și ceea ce s-a dovedit a fi în final un 'metallum problematicum'. Verificând structura și compoziția chimică a acestui metal a ajuns la concluzia că nu era stibiu, așa cum crezuse inițial, ci un element chimic cu totul nou.

## Continuatori
În 1789 un om de știință maghiar, Pál Kitaibel, a descoperit și el acest metal în mod independent însă i-a acordat tot meritul lui Müller.
Cercetarea metalului a fost continuată de chimistul german Martin Heinrich Klaproth care în 1798 a reușit să izoleze acest nou element, dându-i denumirea de „telur” de la latinescul „tellus” = pământ.
Chiar dacă nu a continuat să studieze noul element Müller a făcut totuși o mare descoperire: un nou element în minereurile de aur și argint provenite din Transilvania, element care îngreuna considerabil procesul metalurgic. Meritul indisputabil a lui Müller a fost acela de a fi analizat și descris mineralele din munții transilvani, inclusiv a turmalinelor. Müller a fost sprijinit in cercetarea sa de insuși guvernatorul Transilvaniei, baronul Samuel von Brukenthal. În prezent există un tip de mineral de telur numit după descoperitorul său: müllerine.
Impresionanta colecție mineralogică a lui Müller aparține în prezent de Muzeul de Mineralogie din Cluj-Napoca.
Ordinul Sfântului Ștefan al Ungariei a apreciat într-atât activitatea lui Müller încât i-a acordat titlul de Baron (Freiherr).